# Barrio la Ocotera
Barrio la Ocotera är en ort i Mexiko.   Den ligger i kommunen San José del Peñasco och delstaten Oaxaca, i den sydöstra delen av landet, 400 km sydost om huvudstaden Mexico City. Barrio la Ocotera ligger 1 758 meter över havet och antalet invånare är 122.
Terrängen runt Barrio la Ocotera är kuperad åt sydost, men åt nordväst är den platt. Terrängen runt Barrio la Ocotera sluttar norrut. Runt Barrio la Ocotera är det ganska tätbefolkat, med 70 invånare per kvadratkilometer. Närmaste större samhälle är Miahuatlán de Porfirio Díaz, 11,5 km nordväst om Barrio la Ocotera. I omgivningarna runt Barrio la Ocotera växer huvudsakligen savannskog.